# Madalena Férin
Maria Madalena Velho Arruda Monteiro da Câmara Pereira Férin (Vila Franca do Campo, 22 de Julho de 1929 — Lisboa, 3 de Setembro de 2010), mais conhecida por Madalena Férin, foi uma poetisa e escritora açoriana. Licenciada em Filosofia, é autora de romances, contos, designadamente para crianças, ensaios e poesia. A sua obra insere-se na linha do romantismo contemporâneo que se desenvolve no surrealismo e participa do modernismo português, sendo nela reconhecível a imagem dos Açores.

## Obras
Entre as principais obras que publicou contam-se: 
- 1957 — Poemas. Coimbra, Coimbra Editores.
- 1984 — Meia-noite no mar. Ponta Delgada, Instituto Cultural de Ponta Delgada.
- 1987 — A cidade vegetal e outros poemas. Angra do Heroísmo. Direcção Regional dos Assuntos Culturais.
- 1990 — O anjo fálico. Angra do Heroísmo. Secretaria Regional de Educação e Cultura, Direcção Regional dos Assuntos Culturais
- 1990 — O número dos vivos. Ponta Delgada, Instituto Açoriano de Cultura.
- 1996 — Bem-vindos ao caos. Lisboa, Salamandra.
- 1998 — Dormir com um fauno. Lisboa, Salamandra.
- 1999 — Prelúdio para o dia perfeito. Lisboa. Edições Salamandra.
- 2001 — África Annes: o nome em vão. Lisboa, Edições Salamandra.
- 2003 — Um escorpião coroado de açucenas. Lisboa, Hugin Editores.